# José Luis Oltra
José Luis Oltra (* 24. März 1969 in Valencia) ist ein spanischer Fußballtrainer.

## Spielerkarriere
Die Laufbahn als Fußballer von José Luis Oltra ist relativ kurz verlaufen und war mit Ausnahme der beiden Jahre bei CE Sabadell in der Segunda División stets in nicht-professionellen Teams anzusiedeln. So spielte er in der Segunda División B unter anderem für den FC Elche, UD Levante und Yeclano Deportivo. Seine Karriere beendete er nach nur neun Jahren im Alter von 32 Jahren beim Tercera-División-Club Ontinyent CF nach Erhalt seiner Trainerlizenz.

## Trainerkarriere

### Die Anfänge
Seine erste Trainerstation war der Amateurverein Catarroja CF in der Amateur-Liga Regional Preferente, mit dem er Dritter wurde. In der folgenden Saison entschloss sich der Segunda-División-B-Club CD Castellón die Dienste von José Luis Oltra in Anspruch zu nehmen. Dort erreichte er in den beiden Jahren seiner Vertragszeit zunächst den ersten Platz, dann den vierten, allerdings beide Male ohne den Aufstieg in den Play-offs zu erreichen.

### UD Levante
Im Sommer 2004 wechselte Oltra zum B-Team von Levante UD, mit dem er die Play-offs zum Aufstieg in die Segunda División erreichte. Als dann der Trainer der ersten Mannschaft, Bernd Schuster, kurz vor Saisonende entlassen wurde, bekam José Luis Oltra die Möglichkeit ihn als Cheftrainer zu ersetzen. Den Abstieg konnte er in den letzten vier Saisonspielen auch nicht mehr verhindern, allerdings bekam er das Vertrauen den Verein zurück in die erste Liga zu führen. Zehn Spieltage waren erst in der Saison 2005/06 gespielt, bevor er entlassen und durch Mané ersetzt wurde.

### Letzte Jahre
Anfang der Saison 2006/07 wurde José Luis Oltra Trainer beim ambitionierten Zweitligisten Ciudad de Murcia, nachdem dieses im Vorjahr als Vierter den Aufstieg verpassten. Auch Oltra erreichte mit seiner Mannschaft einen achtbaren vierten Tabellenplatz – die beste Position Murcias überhaupt in der kurzen Vereinsgeschichte. Als der Verein als FC Granada 74 neugegründet wurde, verließ Oltra den Club, um bei CD Teneriffa in der Segunda División zu bleiben. Im Jahr 2010 übernahm er das Amt von UD Almería, als Tabellenletzter der Primera Division und einer 1:3-Heimniederlage gegen Athletic Bilbao trennte sich der Verein von Jose Luis Oltra und engagierte Roberto Olabe.